# Thomas Lukan
Thomas Herwig Lukan, geborener Schuler (* 18. Jänner 1961 in Wien) ist ein österreichischer Komponist.

## Biografie
Thomas Lukans erste Auseinandersetzung mit Musik begann schon in seiner Jugend. Bereits mit sechs Jahren begann er mit Klavier- und Blockflötenunterricht, ebenso war er Mitglied eines Knabenchors. Es kam zu ersten Kompositionsversuchen. 1980 maturierte er an einer Höheren Technischen Lehranstalt in der Fachrichtung Nachrichtentechnik. Anfänglich noch in der Absicht Elektrotechnik zu studieren, besuchte er von 1980 bis 1982 die Technische Universität Wien.
Von 1982 bis 1991 studierte er Komposition an der Universität für Musik und darstellende Kunst Wien bei Erich Urbanner, Augustin Kubizek, und nahm in dem Zeitraum  von 1983 bis 1985 privaten Kompositionsunterricht bei Robert Schollum. Ebenso nahm er ein Tonsatzstudium bei Augustin Kubizek auf in der Zeit von 1982 bis 1985. Trotz Kompositionsstudium absolvierte er 1984 die Meisterprüfung für das Handwerk Radio- und Fernsehtechnik erfolgreich. Nebenbei besuchte er eine Tonmeisterausbildung von 1985 bis 1987, welche er im Jahr 1987 abschloss.
Nach Beendigung seines Kompositionsstudiums bekam er einen Lehrauftrag am Institut für Musiktheorie und Harmonikale Grundlagenforschung an der Universität für Musik und darstellende Kunst Wien, den er bis 2002 innehatte. Ab 2003 war er Assistent des Professors Erich Urbanner und hatte einen Lehrauftrag am Institut für Komposition und Elektroakustik inne, bis zu dessen Emeritierung.
In der Zeit von 2002 bis 2005 absolvierte er ein Promotionsstudium über eine eigene Musiktheorie an der Universität für Musik und darstellende Kunst Wien sowie an der Universität Wien, welches er mit seiner Dissertation „Fraktale Tonalität“, eine wissenschaftliche Darstellung der eigenen Musiktheorie basierend auf Obertönen, abschloss.
Seit 1986 ist er als freischaffender Komponist tätig und beschäftigt sich im Besonderen mit Mikrotonalität und Obertönen. Er verwendet konsequent tonale Mittel, welche durch das Einführen ekmelischer Klänge erweitert und neu definiert werden. Er bemüht sich frei von ästhetischen Kategorien und ohne Berührungsängste zu komponieren. Er greift dadurch besonders auf einheitsgebundener Mikro- und Polytonalität und der sich dadurch neu ergebende Möglichkeiten der Satztechnik und Stimmführung zurück, welche er darstellt in seiner Musiktheorie „Fraktale Tonalität“.
Er ist verheiratet mit der Sängerin und Instrumental- und Gesangspädagogin Danja Lukan. Die beiden haben eine gemeinsame Tochter.

## Werke (Auswahl)

### Orchesterwerke
- ISLAND-island, op. 16, 1993[3]
- Essentia, op. 22, 1995[3]
- Bewegungen.Dimensionsverschiebung, op. 23, 1996[3]
- "... und heute löst ein stein sich mir ...", op. 28, 1998[3]
- The Poetry of Nature's Silence, op. 46, 2003[3]
- Nordlichter – ein Widerhall des Sonnenwinds, op. 51b, 2007[3]
- Widerhall.Stille – 5 Intermezzi zu „Die vier Jahreszeiten“ von Antonio Vivaldi, op. 56, 2008[3]

### Chorwerke und Kantaten
- Vesper zur Maria Himmelfahrt – für Soli und Chor a cappella, 1985[3]
- Anklänge und Entsprechungen – Ein siebenteiliger Chorzyklus für 8-stimmigen gemischten Kammerchor, Harfe und Klarinette nach Gedichten von Franz Richter, 1986[3]
- Lebensweistum – das Grünlicht im Raufwald, op. 34, 2000[3]
- Frieden.Fach.Sieben – Kantate für gemischten Chor und Orchester nach Texten des Essener Evangeliums, op. 43, 2002[3]
- Cantica Sacra – Eine Hoch_Zeit der Natur, Kantate für Solosopran, Männerchor und Orchester nach Psalmentexten der Bibel in der Übersetzung von Martin Buber op. 45, 2004[3]
- freude ist… – Festkantate für 2 Chöre und Ensemble nach einem Text von Schülerinnen der BAKIP Wien 21, 2005[3]

### Szenische Werke
- Von den seltsamen Erzählungen eines Fauns an die Freunde des Pan – Poetische Pantomime in Musik, Farbe, Sprache und Tanz, op. 10, 1970[3]
- Eine Autostopperin – Kleine musikdramatische Szene für Flöte, Klarinette, Doppelhorn, zwei Schlagwerker, Kontrabass und Sopran nach einem Text von Franz Richter, 1990[3]
- Leda und der Schwan – Eine operndramatische Szene für hohe Singstimme, konzertierende Klarinette und Kammerensemble nach einem Text von Franz Richter op. 20, 1994[3]
- Die schlaue Maus – Eine musikalische Szene nach einem Text von Johannes Wolfgang Paul für zwei Kinderchöre und Volksmusikensemble op. 36, 2000[3]

### Lieder
- Fünf Rubaiyat nach Omar Khayya – für Bariton und gemischtes Ensemble, op. 14, 1992[3]
- Mariae Verkündigung – für höhere und tiefere Singstimme und Klavier nach einem Text von Rainer Maria Rilke, 1995[3]
- Eine Rhapsodie des Unaussprechlichen – für hohe Singstimme und Klavier nach eigenen Versen, Texten der Bibel und einem Gedicht von Paul Verlaine, op. 21, 1995[3]
- Du, von allen Wundern helle – für Sopran, Violine und Violoncello nach einem Text von Ephides, op. 32, 1999[3]
- Heimlich verbindet das innere Streben – Liederritornell für Sopran, Violine Violoncello und Harfe nach Texten von Ephides, op. 33, 1999[3]
- SommerSonnenWege – Liebeslieder für Sopran und Harfe nach Gedichten von Ulrich Schaffer, op. 53, 2007
- 12 Lieder für Singstimme und Klavier – nach Gedichten von Achim von Hirschheydt, op. 54, 2007

### Kammermusik
- Kammermusik II – Rhapsodie für Kammerensemble, Horn und tiefere Singstimme nach Texten der Bergpredigt, op. 2a, 1988[3]
- Festmusik – für 3 Trompeten, op. 3a, 1988[3]
- Saxophonquartett op. 5, 1989[3]
- Quintett für Pikkoloflöte, Flöte, Violine, Violoncello und Klavier op. 6a, 1990[3]
- Sextett für Pikkoloflöte, Flöte, Violine, Violoncello, Harfe und Klavier op. 6b, 1990[3]
- Eine kleine Harmoniemusik op. 7, 1990[3]
- Verwandlungen für Flöte und Klavier op. 12, 1992[3]
- Bagatelle für 12 Saxophone op. 13, 1992[3]
- Klaviertrio op. 18, 1994[3]
- Selbst.Spiel.Kreis – Ein Kringelumrisz – Sextett für zwei Streichtrios, op. 27, 1997[3]
- Streichquartett Nr.1 Bestrebungen.zentrumsnah, op. 29, 1999[3]
- Starker Drache flieg mich über’s weite Meer – für 2 Flöten und Harfe, 2001[3]
- Hochzeitsquintett – für Oboe und Streichquartett, op. 44, 2004[3]
- Klaviertrio Nr. 2, op. 50, 2004[3]

### Instrumentalwerke solo
- Konzertstück für Orgel solo  op. 4, 1989[3]
- Sigrid’s Song – Etüde für Klavier solo, 1990[3]
- Berührungen – für Klavier solo, op. 17, 1994[3]
- Starker Drache flieg mich über’s weite Meer – für Klavier solo, 2001[3]
- Kleine Schleife für Harfe solo, 2005[3]
- Sammelband für Harfe solo, op. 52, 2009
- Nachtstück – im Zentrum von W. – für Bratsche solo, op. 58, 2009
- Morgenstimmung für Harfe solo, 2013

## Auszeichnungen
- 1987 Förderungspreis für Musik der Landesregierung Wien
- 1988 Förderungspreis der Niederösterreichischen Landesregierung
- 1988 Förderungspreis für Musik des Bundeskanzleramts Österreich
- 1991 Preisträger des Internationalen Kompositionswettbewerbs „Mozart 91“
- 1991 Würdigungspreis des Bundesministeriums für Unterricht, Kunst und Kultur Österreich
- 1992 Staatsstipendium für Kompositions der Republik Österreich
- 1994 Förderungspreis der Theodor-Körner-Stiftung
- 2002 Erster Preis beim Kompositionswettbewerb für Chor und Orchester des 14. Internationalen IDOCO-Chorfestivals

## Diskographie
- Wiener Streichorchester – Bernhard Steiner, KMM-Records, 1994
- ein klang 1996 - 1998 / 1. - 3. Komponistenforum Mittersill, ein_klang Records 1998
- Musik_Wissen - 7. Komponistenforum Mittersill, ein_klang Records, 02/2002, CD